# Entoria continentalis
Entoria continentalis är en insektsart som beskrevs av Carl 1913. Entoria continentalis ingår i släktet Entoria och familjen Phasmatidae. Inga underarter finns listade i Catalogue of Life.